# Okres Břeclav

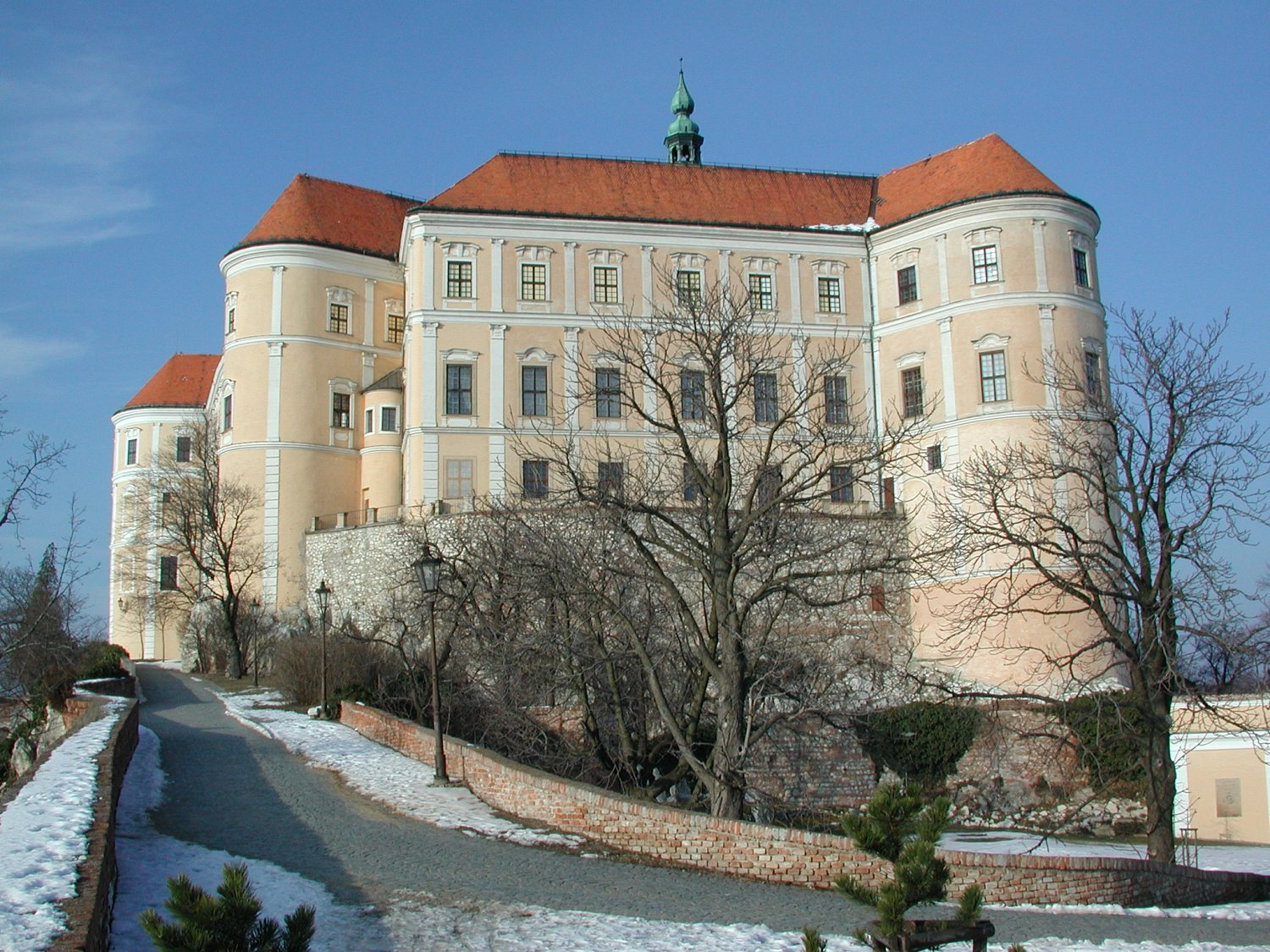
Schloss Mikulov (Nikolsburg)

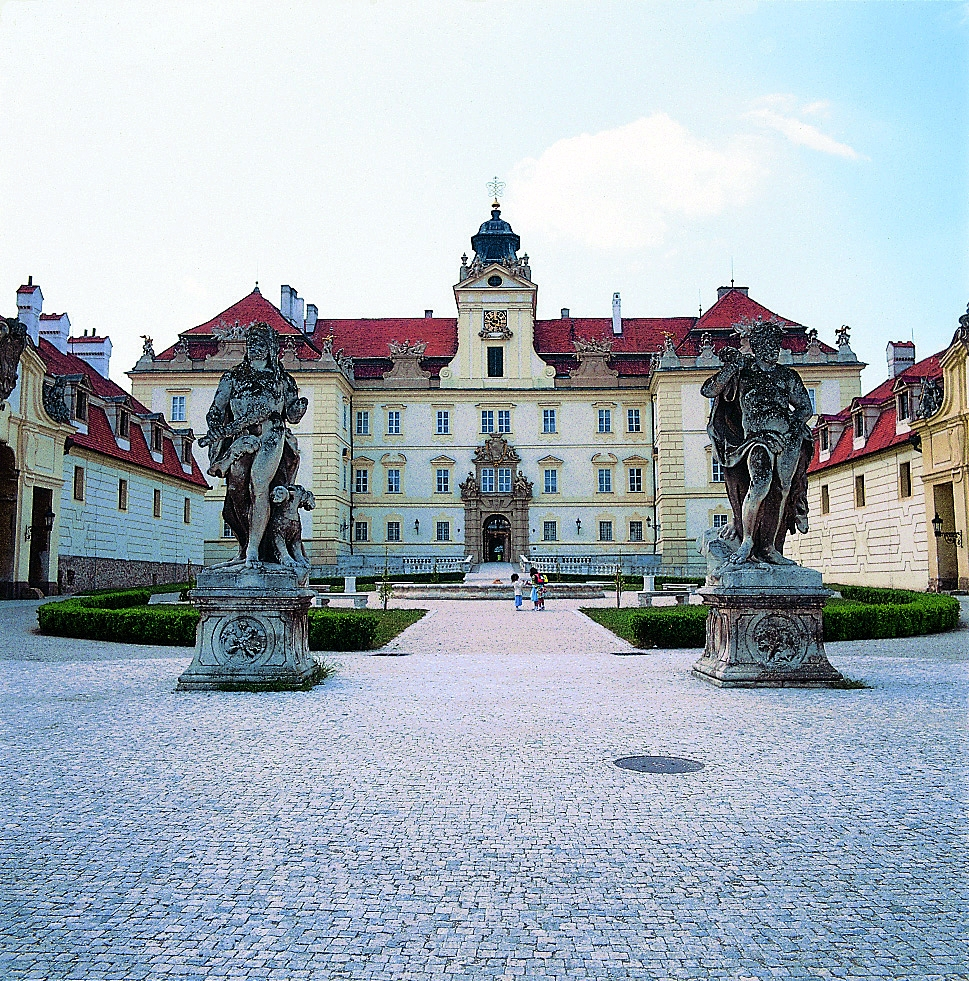
Schloss Valtice (Feldsberg)

Der  Okres Břeclav (deutsch: Bezirk Lundenburg) liegt im südöstlichen Zipfel Mährens im Süden der Südmährischen Region.

## Geographie
Die Fläche beträgt 1049 km², die Einwohnerzahl etwa 114.000 (Stand 2007). 68 % der Fläche kann landwirtschaftlich genutzt werden, 16 % nehmen Wälder ein. In der Landwirtschaft wird vor allem Wein angebaut, daneben Obst und Gemüse. Auf dem Gebiet liegen 63 Gemeinden, davon neun Städte.
Neben großen Sandvorkommen gibt es im Bezirk auch Erdöl- und Erdgasvorkommen. 27 % der Erwerbstätigen sind in der Industrie beschäftigt (Kunststoff, Chemie, Maschinenbau, Druckergewerbe, Nahrungsmittel), 14 % im Handel, 10 % im Baugewerbe und 9 % in der Landwirtschaft. Die Arbeitslosigkeit liegt weit über dem Schnitt und beträgt etwa 10,6 %

## Sehenswürdigkeiten
Die Region um Lundenburg (Břeclavsko) weist zahlreiche Weinberge und große Felder auf und hat zahlreiche historischen Denkmäler, in denen auch viele folkloristische Veranstaltungen stattfinden. Auf dem Gebiet befinden sich auch zwei von der UNESCO geschützte Denkmäler des Weltkulturerbes. Dazu gehört das Naturschutzgebiet Pálava mit weißen Kalkfelslandschaften und dem Relief der Pollauer Berge (Pavlovské vrchy) sowie die Kulturlandschaft Lednice-Valtice – die erste angelegte Parklandschaft Tschechiens.
- Schloss Pohansko im Empire (Stilrichtung) mit einer Ausstellung der archäologischen Funde aus der Umgebung.
- Denkmalreservat Pohansko mit einer slawischen Festung aus dem frühen 9. Jahrhundert.
- Mikulov mit seinem Schloss und dem schönsten Stadttor Tschechiens.
- Museum in Dolní Věstonice mit einer Übersicht der wichtigsten Ausgrabungen des 20. Jahrhunderts. Angeschlossen ist eine Ausstellung über das Leben der Mammutjäger und Ausgrabungen aus der Steinzeit.

## Städte und Gemeinden
Bavory (Pardorf) – Boleradice (Poleraditz) – Borkovany (Borkowan) – Bořetice (Boretitz) – Brod nad Dyjí (Guldenfurt) – Brumovice (Brumowitz) – Břeclav (Lundenburg) – Březí (Bratelsbrunn) – Bulhary (Pulgram) – Diváky (Diwak) – Dobré Pole (Guttenfeld) – Dolní Dunajovice (Untertannowitz) – Dolní Věstonice (Unterwisternitz) – Drnholec (Dürnholz) – Hlohovec (Bischofwart) – Horní Bojanovice – Horní Věstonice (Oberwisternitz) – Hrušky (Birnbaum) – Hustopeče (Auspitz) – Jevišovka (Fröllersdorf) – Kašnice (Kaschnitzdorf) – Klentnice (Klentnitz) – Klobouky u Brna (Klobouk) – Kobylí (Kobyli) – Kostice (Kostitz) – Krumvíř (Grumwirsch) – Křepice (Krepitz) – Kurdějov (Gurdau) – Ladná (Rampersdorf) – Lanžhot (Landshut) – Lednice (Eisgrub) – Mikulov (Nikolsburg) – Milovice (Millowitz) – Moravská Nová Ves (Neudorf) – Moravský Žižkov (Zischkam) – Morkůvky (Morkuwek) – Němčičky (Kleinniemtschitz) – Nikolčice (Nikoltschitz) – Novosedly (Neusiedl) – Nový Přerov (Neuprerau) – Pavlov (Pollau) – Perná (Bergen) – Podivín (Kostel) – Popice (Poppitz) – Pouzdřany (Pausram) – Přítluky (Prittlach) – Rakvice (Rakwitz) – Sedlec (Voitelsbrunn) – Starovice (Großsteurowitz) – Starovičky (Kleinsteurowitz) – Strachotín (Tracht) – Šakvice (Schakwitz) – Šitbořice (Schüttborzitz) – Tvrdonice (Turnitz) – Týnec (Teinitz) – Uherčice (Auerschitz) – Valtice (Feldsberg) – Velké Bílovice (Bilowitz) – Velké Hostěrádky (Groß Hostichradek) – Velké Němčice (Großniemtschitz) – Velké Pavlovice – Vrbice (Wrbitz) – Zaječí (Saitz)
Die Gemeinden Cvrčovice, Ivaň, Pasohlávky, Pohořelice, Přibice, Vlasatice und Vranovice gehören seit dem 1. Januar 2007 zum Okres Brno-venkov.